# Якуб Ґаватович

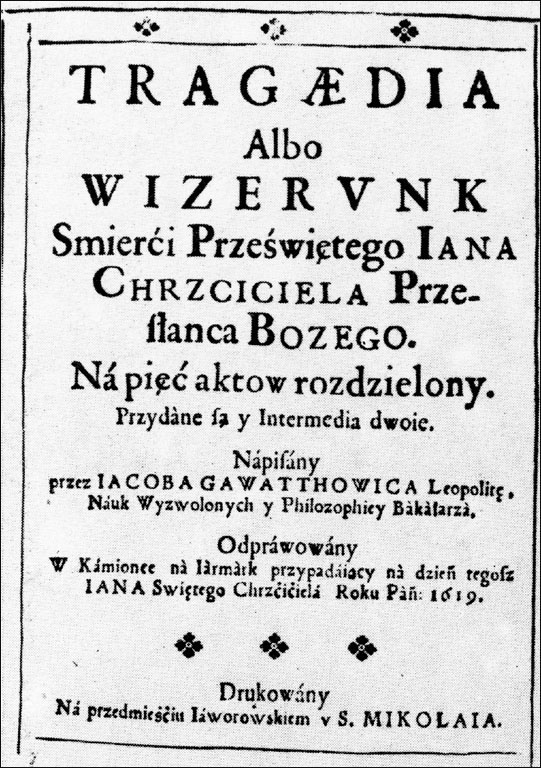
Якуб Ґаватович. «Трагедія, або Образ смерті пресвятого Івана Хрестителя, посланця Божого». 1619 рік

Якуб Ґаватович (Ґават) (вірм. Հակոբ Գավաթովիչ, Գավաթ, пол. Gawatowicz (Gawat) Jakub) 17 березня 1598, Львів — 17 червня 1679, там само) — польський й український письменник вірменського походження, священик, педагог, культурно-освітній діяч.

## Життєпис
Народився Якуб у сім’ї Каспара Ґаватовича та Анни Вільгельмівної. Батьки його були хоч міщанами, та зубожілими, тож хлопчик прожив та провчився у Львові лише в початкових класах (хоча місто любив він завжди, підписував себе як «львів’янин” (leopolite) і ще не раз туди вертався), а далі «опинився аж у Бережанах, на хлібі Катерини Анни зо Штемберку Костки Сєнявської». Одначе це не завадило юному Якубу згодом вступити до Ягеллонської академії у Кракові, що вважалася одним із найкращих навчальних закладів середньовічної Європи. Вже у 17 років Ґаватович закінчив академію зі ступенем бакалавра. Це свідчить про твердість та наполегливість характеру майбутнього педагога, драматурга і священика, який зміг подолати злидні ще змалку, не повертаючись до них протягом усього життя.
Згодом був учителем в Кам'янці Струмиловій, священиком у Вижнянах і Бережанах, де проживав у маєтку Катерини Сенявської.
Автор перших українських інтермедій «Продав кота в мішку» та «Найкращий сон». Ці інтермедії — одні з перших, відомих нині, драматичних творів живою українською мовою було надруковано латинкою як додаток до твору «Трагедія, або Образ смерті пресвятого Івана Хрестителя, посланця Божого» (Львів, 1619). Вперше поставлені в день Івана Хрестителя 1619 того ж року у Кам'янці-Струмиловій (теперішня Кам'янка-Бузька Львівської обл.) у під час постановки п'єси «Трагедія…». Текст твору «Трагедія, або Образ смерті пресвятого Івана Хрестителя, посланця Божого» надрукував Ян Шеліга.
Питання про належність цих інтермедій перу Ґаватовича залишається дискусійним, ймовірно, записав їх уже готовими з мандрівного драматичного репертуару.
1622 р. знову переїхав до Бережан, прийняв чернецтво під іменем Ґават. Від 1628 р. проживав у містечку Вижняни, нині Золочівського району Львівської області. 1669 p. переселився до Львова. Написав і переклав з латинської низку теологічних творів.
1655 року під час облоги Львова козаками, брав участь у переговорах з Богданом Хмельницьким. З 1669 р. жив у Львові; автор багатьох польськомовних творів (зокрема, «Казання», 1629; «Школа терпіння», 1640; «Зеркало духовної любові», 1645).
Якуб Ґаватович помер 17 червня 1679 року, про що Ян Юзефович написав, охарактеризувавши педагога, драматурга і священика «мужем звісним із богатьох праць і великих заслуг у нашім костелі тай в цілій архідієцезії».

## «Трагедія про смерть Івана Хрестителя...»
Цінність «Трагедії про смерть Івана Хрестителя, посланця Божого» полягає не лише в міжактних інтермедіях, але й самому творі, який є цінним художнім надбанням. Події в «Трагедії…» відбуваються практично в реаліях життя самого Ґаватовича, але замість дійсних образів того часу ми маємо протагоніста — Івана Хрестителя, антагоністів: трьох чортів, Ірода, а також кількох інших героїв. Іван Хреститель, що на початку твору поневірявся пустелею, йде у світ проповідувати християнство. Там він натикається на трьох злісних чортів, а також на царя Ірода, який, перечачи Божим законам, вирішує побратися з жінкою свого брата. Іван, пішовши через це грішне діло проти царя, помирає завдяки одному з чортів, що змовився з Іродиядою (матір’ю Ірода). Після цього янгол Івана Хрестителя просить в Бога, щоб той помстився за Івана, який був людиною Божою. В кінці твору «Божа Справедливість» ступає на землю і вбиває царя Ірода за його гріхи.